# Sergej Zubov
Sergej Aleksandrovič Zubov (in russo Сергей Александрович Зубов?; Mosca, 22 luglio 1970) è un allenatore di hockey su ghiaccio ed ex hockeista su ghiaccio russo, fino al 1991 sovietico.

## Carriera
Nel corso della carriera giocò in National Hockey League con i New York Rangers, i Pittsburgh Penguins e i Dallas Stars, prima di approdare in Kontinental Hockey League presso lo SKA San Pietroburgo. Zubov ha vinto due Stanley Cup e una medaglia d'oro olimpica.

## Palmarès

### Club
- Stanley Cup: 2

New York: 1993-1994
Dallas: 1998-1999

### Nazionale
- Giochi olimpici: 1

Albertville 1992

### Individuale
- NHL Second All-Star Team: 1

2005-2006
- NHL All-Star Game: 3

1998, 1999, 2000
- KHL First All-Star Team: 1

2009-2010
- KHL All-Star Game: 1

2010